# 田中良典
田中 良典（たなか よしのり、1965年10月27日 - ）は、日本のナレーター、俳優。東京都出身。レーヴ所属。

## 人物・略歴
1989年に『高速戦隊ターボレンジャー』にて、流星光役でデビュー。共演者の佐藤健太とは番組終了後も親交が続き、佐藤はよく田中の出演舞台を鑑賞していた。
その後ナレーターに転身し、様々な番組を担当。2024年現在は、スポーツ実況やナレーターなどの事務所のレーヴに所属している。

## 出演

### テレビドラマ
- 高速戦隊ターボレンジャー（1989年、テレビ朝日）流れ暴魔ヤミマル・流星光役

### その他のテレビ出演
- NTV
  - 『NEWS ZERO』
  - 『ボクシング長谷川穂積＆西岡利晃 男の友情 家族の愛情』
  - 『ZERO野球』
  - 『24時間テレビ』
  - 『ひらめ筋GOLD』
  - 『全国高校サッカー選手権大会』
  - 『ZERO特別版!櫻井翔のNEXTジェネレーション』
  - 『第3回全日本中学野球選手権大会』
  - 『スポんちゅ』
  - 『モーターMAX』
  - 『東京六大学野球』
  - 『2006 FIFAワールドカップ デイリーハイライト』
  - 『ベースボールTV』
  - 『トヨタカップへの道』
- CX
  - 『NIPPON@WORLD』
  - 『芸能プロフィール刑事』
  - 『情報プレゼンター とくダネ!』
- EX
  - 『タイムショック』
  - 『快速通勤仮面』
  - 『いきなり黄金伝説』
- TX
  - 『Eネ！「フラワー＆ガーデンショー2010」』
  - 『「トリニティ・アイリッシュ・ダンス」お先にジャパン接待ツアー』
  - 『東京文学散歩』
  - 『絆』
  - 『アラウンド60〜幸せな夫婦の秘けつ〜』
  - 『美味しい三つ星ドライブ』
  - 『心配さん』
  - 『一撃入魂』
  - 『懸賞伝説』
  - 『やるヌキッ祭』
  - 『日曜ビッグバラエティ「全日本撮れちゃいました大賞〜発掘!みんなのケータイ映像〜」』
- NHK
  - 『“クエスタ”を楽しむ方法って何？』
- 中京テレビ 『真夏の氷上祭典2010 THE ICE』
- メ〜テレ 『はっけよい自分探し〜相撲で旅するバラエティ〜』
- 静岡第一テレビ 『お笑いB級グルメ王決定戦』
  - 『東名横断ウルトラクイズ　品川庄司が高速を走る！』
- 新潟放送 『まるで新築!まるごとリフォームのすべて』
- BS日テレ
  - 『自転車倶楽部』
  - 『湘南ダービー便り』
  - 『デジナマ巨人』
  - 『ジャイアンツチャンネル』
  - 『ボウリング革命 P★League』
- BSフジ
  - 『史上最大のオークションショー』
  - 『ウォーターボーイズSP』
  - 『ディノス・スタイリング』
- TwellV
  - 『サヘル・ローズのイチオシNIPPON』
- CS
  - 『闘龍門ジャパン』
  - 『エイリアンVSプレデターのすべて』
- CATV
  - 『マイタウンいちかわ』
- goomo
  - 『家電書』
  - 『有吉弘行のおそらく一番安くて安全な世界一周の旅行ガイド』

### ネット配信
- イージースポーツ
  - 各種競技の実況解説（日本プロ野球(二軍試合)、Vリーグ、Fリーグなど）
- YouTube配信
  - MADONNA JAPAN TV
    - 女子硬式野球の各種大会の実況解説